# Campeonato de Wimbledon 1891
La edición 15.º del Campeonato de Wimbledon se celebró entre el 29 de junio y el 9 de julio de 1891 en las pistas del All England Lawn Tennis and Croquet Club de Wimbledon, Londres, Inglaterra.
El cuadro individual masculino lo iniciaron 22 jugadores mientras que el femenino lo iniciaron 9 tenistas.

## Hechos destacados
En la competición individual masculina se impuso el británico Wilfred Baddeley logrando el primer título que obtendría en el torneo al imponerse en la final al británico Joshua Pim.
En la competición individual femenina la victoria fue para la británica Lottie Dod logrando el tercer título que obtendría en Wimbledon al imponerse a la británica Blanche Bingley.

## Palmarés
| Seniors              | Vencedor                          | Resultado          | Finalista               | Finalista |
| -------------------- | --------------------------------- | ------------------ | ----------------------- | --------- |
| Individual masculino | Wilfred Baddeley                  | 6–4, 1–6, 7–5, 6–0 | Joshua Pim              |           |
| Individual femenino  | Lottie Dod                        | 6–2, 6–1           | Blanche Bingley         |           |
| Dobles masculino     | Wilfred Baddeley Herbert Baddeley | 6–1, 6–3, 1–6, 6–2 | Joshua Pim Frank Stoker |           |

## Cuadros finales

### Torneo individual  femenino
| Predecesor: 1890                                       | Campeonato de Wimbledon 1891 | Sucesor: 1892                                       |
| Predecesor: Campeonato nacional de Estados Unidos 1890 | Grand Slam 1891              | Sucesor: Campeonato nacional de Estados Unidos 1891 |

- Datos: Q584490